# Stezka Huicholů přes posvátná místa do Wirikuty
Stezka Huicholů přes posvátná místa do Wirikuty je název jedné z mexických památek zapsaných na seznamu světového dědictví UNESCO. 
Etnikum Huicholů v západním Mexiku vyzařuje neochvějného ducha a zápal pro zachování svých tradic. To dokládá poutní cesta mezi Nayaritem a Huiricutou, která se táhne v délce téměř 500 km a během níž se navštěvují desítky posvátných míst. Trasa vede po částech starých předhispánských obchodních cest od Tichého oceánu přes mexické vnitrozemí směrem k Mexickému zálivu. Jedna z nejdůležitějších poutnických cest, směřájící do Wirikuty (též Huiricuty), je známá svým historickým významem pro zachování kultury Huicholů a také velkým počtem poutníků, kteří tuto trasu absolvují. Protože Huicholové nemají psaný jazyk, má pouť další význam v propojení obyvatel Huicholů, šíření znalostí o kultuře a posilování kulturních praktik (předávání příběhů, písní, tanců, rituálů z generace na generaci).
Pod ochranou UNESCO se nachází celkem 19 lokalit o souhrnné ploše 1353,6 km² na území států Nayarit, Jalisco, Zacatecas a San Luis Potosí. Trasa začíná v jižní části Sierra Madre Occidental v pohoří Huichol - středu území obývaného tímto etnikem. Dále pokračuje severovýchodním směrem k posvátnému místu Wirakuta/Huiricuta v jihovýchodním cípu pouště Chihuahua. Přírodní scenérie na trase jsou též výjimečným příkladem udržitelného tisíciletého formování a využívání krajiny, které vyjadřuje spojení mezi duchovnem a specifickými přírodními elementy v konkrétním místě - mimo jiné hory, jeskyně, jednotlivé balvany, prameny, řeky, zástupci fauny a flory, déšť, vítr.